# SN 1996Y
SN 1996Y – supernowa odkryta 10 kwietnia 1996 roku w galaktyce A112132+0253. W momencie odkrycia miała maksymalną jasność 18,50m.